# Граматиково
 Тази статия е за селото в България.  За едното село в Гърция вижте Долно Граматиково.  За другото вижте Горно Граматиково.
Граматиково е село в Югоизточна България. То се намира в община Малко Търново, област Бургас.

## География
Село Граматиково е разположено в планината Странджа, в границите на природния парк Странджа. Селото се намира на 24 km от общинския център Малко Търново, на 33 km от Царево и на 71 km от областния център Бургас.
На няколко километра от селото е река Велека, на която от 1942 г. има хидрометрична станция на Националния институт по метеорология и хидрология (№ 83 800).

## Население
Численост
Статистика за населението и жилищния фонд по години:
| година | 1827 | 1878 | 1900 | 1920 | 1926 | 1944 | 1946 | 1948 | 1956 | 1965 | 1970 | 1980 | 1990 |
| къщи   | 80   | 280  | 300  | 309  | 309  | 440  | 448  | 448  | 448  | 448  | 448  | 350  | 350  |
| жители | —    | —    | —    | 1229 | 1430 | 1580 | 1606 | 1790 | 1195 | 1195 | 1501 | 1001 | 901  |

Етнически състав
Численост и дял на етническите групи според преброяването на населението през 2011 г.:
|                     | Численост |
| Общо                | 382       |
| Българи             | 319       |
| Турци               | -         |
| Цигани              | 57        |
| Други               | -         |
| Не се самоопределят | -         |
| Неотговорили        | 4         |

## История
Според легендата село Граматиково е основано през 1347 г. от заточеници монаси (калугери) и граматици от манастира „Св. Богородица“ в м. Котвината, известен като „Синаитово манастир“ (по името на неговия основател Григорий Синаит, основоположникът на исихазма). Манастирът е разрушен от турците през 1347 г. Част от останалите живи граматици и монаси се приютяват при един говедар, който живеел там, където днес е селото. Преди това при него имало заселени „хапсъзье“ (разбойници), т.е. хора непокорни, преследвани от властта. Заселените граматици дават и името на селото. За първи път се споменава в османски данъчен регистър от 1731 – 1732 г. Там се споменава, че село Граматик има 4194 овце.
През 1803 г. видни общественици от Граматиково и съседните села тайно от турските власти пристигат на полуостров Крим, за да търсят място за заселване. Делегатите от Граматиково били Вълко Арнаутчето, Никола Георгиев и Георги Димитров. Руският губернатор им съдейства, за да намерят подходящо място. Мисионерите се завръщат. В селото остават само старите и немощните. Един от тях бил слепият свещеник поп Стоян. Една част от хората търсели спасение на юг, но 220 души от Граматиково и съседните села успяват да се качат на руския кораб „Дидона“ с капитан Лихиардоппуло и на 3 август 1804 г. пристигат в Севтополис. Заселват се във Феодосийски уезд на Таврическа губерния, в татарското село Кишлав, в изоставените къщи на татарите, прогонени след неуспешната за Турция война с Русия (1774 г.).
Друго масово изселване от Граматиково и Странджа има по време на Руско-турската война от 1828 – 1829 г. Заселват се в Одеската област в Бесарабия, Влашко, Южна Русия.
Граматичани вземат дейно участие в освободителните борби през XIX век и началото на XX век. Например по време на подготовката на Гръцкото въстание – Фелики етерия (1821 г.), участие вземат най-заможните българи от Югоизточна България. От Граматиково участие взема големият търговец по това време Димитър Язяджията. Както съобщава Стефан Шивачев, Димитър Язяджията имал кораби и търгувал с далечни страни. Изнасял селскостопанска и животинска продукция, дърва, въглища. Бил високообразован за времето си. Поради разкрития преди въстанието, той е арестуван. За да не попадне жив в ръцете на властите, българският патриот и предтеча на революционерите от Странджа се отравя.
Поп Георги Стоянов Джелебов е в основата на борбата на селото за независима църква и национална свобода. Той организирал по-будни и родолюбиви българи в Бургас и създал българска община с цел откриване на българска църква и училище, и тръгнал наново по селата. В с. Граматиково след посещението на поп Георги първи се отказал от гръцката църква Коста Полименов. Последвал го цялото село, а след тях селяните от Ургари (Българи) и Мързово (Кондолово).
Илинденско-Преображенско въстание
През зимата на 1900 г. Димо Петров и Иван Стамболиев, учители в селото, заедно със Стоян Костов, селски първенец, основават таен революционен комитет. През пролетта на 1901 г. войводата Георги Кондолов заедно с четата си заклеват всички чорбаджии в селото, бакалите, както и някои от по-напредничавите селяни. За председател на комитета е избран Иван Стамболиев, за касиер – Стоян Костов, секретар – Петко Д.Гърков и куриер – Тодор П. Нанчев.
С името на войводата Михаил Герджиков, пратеник на ЦК на ВМОРО, да организира VII Революционен окръг (Одрински) за въстание, се свързва създаването на т.нар. смъртни дружини. От Граматиково 22-ма боеспособни мъже стават „смъртници“. Тяхната задача е да опазват движението от предатели. Те са екзекуторите на комитетите, т.е. изпълняват смъртните присъди. И до днес се пее песента „Събрала ми се събрала, цялата смъртна дружина“, която отразява този момент от дейността на дружината. По време на подготовката и избухването на Илинденско-Преображенското въстание (1903 г.) те са основната движеща сила на ВМОРО в Одринския революционен окръг и отговарят за бойно-техническата подготовка на въстанието в Странджанския край. По време на въстанието смъртните дружини са основните бойни ядра. Войвода на смъртната дружина е Павел П. Тънгарджиев, а подвойвода – Ксатой Д. Калавранов.
На християнския празник Преображение Господне 6 (19) август 1903 г. избухва въстанието в Странджа. Към смъртната дружина се вливат и други четници, общо 57 души: Анастас Комитов (чл. на см. др.), Анастас Д. Бодуров (чл. на см. др.), Анастас П. Янгьозов, Велко Ст. Попов, Велка Янчев, Георги Белушка (чл. на см. др., куриер), Георги Гърчето, Георги Гърков, Георги Г. Мавров (чл. на см. др.), Георги Г. Морфов, Георги Г. Язаджиев, Георги Д. Чолаков (чл. на см. др.), Георги Д. Манавчев, Георги Д. Янгьозов, Георги Ив. Кандалов (чл. на см. др.), Георги Ив. Мавров, Георги Кривошиев, Георги Д. Арнаудов, Димо Д. Иванов (чл. на см. др.), Димо М. Иванов (чл. на см. др.), Димо поп Христов, Димо Ст. Долчинков, Симчо Ив. Николов, Иван Г. Морфелов, Иван Тодоракев, Илия Д. Бодуров (чл. на см. др.), Ксатой Д. Калавранов (чл. на см. др.), Костадин Николов, Коста Христов (чл. на см. др.), Лазар Д. Бодуров, Манол Н. Кузманов, Никола Д. Бораджиев (чл. на см. др), Никола Д. Царев (чл. на см. др.), Никола Д. Манавчев, Павел П. Тънгарджиев (чл. на см. др.), Петър Д. Бодуров, Груд Д. Мастордиков, Димитър Ланджев, Димитър П. Янгьозов, Димитър Тодоракев (чл. на см. др.), Слав Д. Славов, Слав Тютюнджиев, Стамо Георгакев (чл. на см. др.), Стоян Вълчанов, Стоян Ланджев (чл. на см. др.), Стоян Ст. Главчев, Янчо П. Кърнев (чл. на см. др., куриер), Янчо Стамов (чл. на см. др.), Петър Д. Павлов (чл. на см. др.), Петър Д. Тънгарджиев (чл. на см. др.), Райко Г. Калоянов, Райко П. Калоянов, Тодор Д. Жемпериев (чл. на см. др.), Тодор Д. Карагьозов, Тодор П. Нанчев (чл. на см. др., куриер), Тома Желязков, Стайко П.Кандалов, Стоян Анастасов Пантов (чл. на см. др.), Христо Ж. Клинчев (чл. на см. др.)
По време на въстанието четата нараства на 80 души. Поп Георги и поп Петко освещават бойното знаме в м. „Хаджи Станка“. Граматиково е 12-и участък от I революционен район, с войвода Пеню Шиваров. Въстаниците са разпределени на десетки с десетници. На 5-и вечерта всяка десетка заема позиция около турската казарма, в която има над 30 души гарнизон. Цели осем часа продължава сражението на живот и на смърт. Турците дават 19 жертви и още от ранни зори напускат казармата. Свидни жертви дават и въстаниците. Кяазим ага издава заповед – всичко да се унищожава. Пристигат арнаутските орди на Садък паша – погромът е нечуван. От 300 къщи в селото остават само 120. Другите потъват в пламъци. Над 200 семейства поемат пътя на бежанци към спасителната майка България.
След въстанието в Одринския затвор умират комитите Стоян Тодоров и Стоян Мавров, а в Лозенградския затвор – Иван Припурски и Стоян Чесаков./5/ Въстанието е жестоко потушено. На 16 септември 1903 г. в Граматиково и други села на Малкотърновско се разиграва кървава драма – над 100 души невинни жертви са съсечени от ятагана на ордите на Шукри паша. Останалите умират от глад, студ, изтезания; изгубени деца из горите плачат за убитите си майки; „Започнаха се ония кланета – пише Д. Стамболиев – които бяха изпълнили горите с мърши...пожарища. Невинни жертви... Убиваха хората по чифлиците... хвърляха ги в пламъците – Димо Катранджиев, Слав Райков, Киро Граматички... убиване на мирното население...“(6)
При потушаването на Илинденско-Преображенското въстание през 1903 година 75 къщи в Граматиково са опожарени от турския аскер, а останалите 225 къщи са ограбени.
Според „Одрински глас“ през 1907 – 1908 година селото пострадва от властите вследствие на гръцки интриги.
При избухването на Балканската война 7 души от Граматиково са доброволци в Македоно-одринското опълчение
В опълчението вземат участие: Анастас Кехаядимитров, Васил Дудев, Георги Т. Бояджиев, Груд Т. Мокрев, Груд Пантов, Димо Денкин, Димо Бодуров, Слав Сандев, Стоян Лазов, Димитър Ст. Пантов, Иван Г. Масторпавлов, Киро П. Янгьозов, Коста Г. Буковинов, Ксатой Д. Калавранов, Мавер Иванов Мавров, Никола Масторвълков, Петко Д. Търчанов, Петър Д. Жемпериев, Янчо П. Кърнев.
През 1926 г. селото има 1430 жители, а през 2011 г. – около 400.

## Религии
Православни християни. През 60-те години на ХIХ век граматичани подемат борба за независима българска църква, която върви успоредно с борбата за българско училище и просвета. За това народностно пробуждане с цел премахване на гръцкото духовно владичество допринася поп Георги Стоянов от с. Гьоктепе (Звездец), който по това време полага основите на първата българска църква в Бургас. Той запалва факела на духовната борба в цяла Странджа. В Граматиково го подкрепят икономически мощните, свободолюбиви и родолюбиви българи – Коста Проданов Полименов, Петър Анастасов Калоянов, Павел Димов Тънгарджиев и други. Последователи стават и първенците от съседното село Мързево (Кондолово). Начело застава сватът на Продан – Киряк Терзиев. През 1868 г. са прогонени гръцките свещеници и са заменени с български, родени в Граматиково – свещениците Желязко, Васил и хаджи поп Стоян. През 1870 г. се учредява българската Екзархия. Сведенията сочат, че до 1872 г. гръцките владици търсят своя данък владищина. Вестник „Право“ от 1872 г. съобщава, че за последен път били на просия, защото „23-ма по-първи хора и един свещеник“, заедно с даскал Андончу прогонили гръцкия владика. И оттогава „диря“ от него не се видяла.
Няма сведения кога е построена първата църква. Предполага се, че това е към края на ХVIII век, след като потомка на българи, изселени в Русия през 1804 г. съобщава, че прадядо ѝ Стоян бил свещеник, сляп и не тръгнал с нейната прабаба за Русия. В ОХГ в Бургас се съхранява икона, която произхожда от църквата в Граматиково, с посочена 1811 г. Вероятно в началото на ХIХ век към църквата има и килийно училище, защото Стоян Шивачев съобщава за високообразовани хора от селото. Църквата е опожарена през 1877 г. по време на Руско-турската война. На същото място е построена нова, която е завършена през 1879 г., но е осветена през 1883 г. Небесни покровители на храма са светите Четиридесет мъченици. Камбанарията е изградена през 1939 г.

## Забележителности
- Манастир „Света Троица“ в местността Малката Котвина
- Църква „Свети 40 мъченици“ – възстановена, след като е изгорена от черкези през 1877 г., и изографисана от Ставро Михайлов през 1905 – 1906 г. През 2018 г. е обявена за паметник на културата с местно значение.[12]
- „Горска сбирка“ – музейна колекция, посветена на природата и лесовъдството в Странджа
- Читалище „Просвета“ – има голяма зала, в миналото използвана за кино, както и библиотека с читалня.

## Редовни събития
Всяка година през първата събота и неделя на месец август се чества съборът на селото. Още в петък селото кипи от живот, идват сергии и веселия, които си заминават в неделя, а в неделя сутринта местните жители по стар народен обичай си организират борби, в които първият взима наградата, така нареченото „шиле“ (агне), а за второ и трето място има парични награди.

## Личности
- Алекси Диков, български революционер от ВМОРО, четник на Христо Цветков[13]
- Васил Праматаров (1848 – 1929), свещеник и революционер
- Вида Буковинова (1937), доктор на историческите науки
- Георги Митров – Белушка, деец на ВМОРО[14]
- Дико Фучеджиев (1928 – 2005), писател, дългогодишен директор на Народния театър „Иван Вазов“
- проф. д.ик.н. Иван Димов (1937 – 2009), преподавател
- Ксатой Димитро, войвода на Смъртна дружина от село Граматиково в 1903 година.[15]
- Манол Михайлов (1959), народен певец
- Начо Папазов (1921 – 1996), юрист
- Павел Петров Тънгарджиев, български революционер от ВМОРО, войвода на селската Смъртна дружина от с. Граматиково през Илинденско-Преображенското въстание[16]
- Янчо Петров – Бърньо, четник в селската Смъртна дружина от с. Граматиково[17]
- Илия Бояджиев (1898 – 1949), български комунист, кандидат-член на ЦК на БКП.
- Мария Папазова (1925 – 2009), българска лекарка, член-кореспондент на БАН